# Fredede fortidsminder i Langeland Kommune
Denne liste over fredede fortidsminder i Langeland Kommune viser alle fredede fortidsminder i Langeland Kommune. Listen bygger på data fra Kulturarvsstyrelsen.